# Дегтярёв, Яков Степанович
Яков Степанович Дегтярёв (1900, с. Проходы, Краснопольская волость, Сумской уезд, Харьковская губерния — 1978) — советский конструктор, лауреат Ленинской премии.

## Биография
В 1919—1923 служил в РККА.
Окончил Одесский индустриальный институт (1933). В 1933—1965 работал на Ленинградском металлическом заводе: конструктор, инженер-конструктор, бригадир, начальник сектора, начальник отдела поворотно-лопастных турбин конструкторского бюро водяных турбин.
Принимал участие в создании гидротурбин для Туломской, Иваньковской, Нарвской, Угличской, Рыбинской ГЭС.
Участник Великой Отечественной войны, инженер-майор управления тыла на Ленинградском и Волховском фронтах. Награждён медалью «За оборону Ленинграда».
Был отозван из армии для восстановления гидроэлектростанций. Руководил проектированием гидротурбин поворотно-лопастного типа для Кегумской, Нижне-Свирской, Нивской-3, Верхне-Свирской, Щербаковской, Цимлянской, Куйбышевской ГЭС, Меттур-Таннел (Индия).
Совместно с группой специалистов предложил сварно-кованую конструкцию вала гидротурбины Братской ГЭС.

## Признание
Лауреат Ленинской премии за создание поворотно-лопастной гидротурбины мощностью 126 МВт для Волжской ГЭС (1959).